# イッポリト・シャルル
イッポリト・シャルル（Hippolyte Charles、1773年7月6日 - 1837年3月8日）は、18世紀-19世紀のフランスの軍人。ナポレオン・ボナパルトの妻ジョゼフィーヌの、ナポレオンとの結婚直後からの愛人として知られる。

## 経歴

### ジョゼフィーヌとの不倫
イッポリト・シャルルは1773年にロマン＝シュル＝イゼールで生まれ、志願してフランス軍に加わった。 1796年、軽騎兵連隊の中尉であったシャルルは、ナポレオンがイタリアでその最初の輝かしい勝利を得るのに余念が無かった頃、のちにナポレオンの義弟となるルクレール将軍の副官として、パリでジョゼフィーヌに出会った。シャルルとジョゼフィーヌはすぐに愛人関係となった。ジョゼフィーヌはシャルルより9歳年上であったが、彼の魅力と騎兵服に抵抗することができなかった。イッポリト･シャルルは南部の出身で、身長は高くなかったが、長く黒いひげをそなえた浅黒いハンサムな顔立ちはそれを補って余りあるものであった。アブランテス公爵夫人は彼について「シャルルは駄洒落しか言わない道化者でした。」と評しているが、また、「彼は人を愉快な気分にさせる、一風変わった男で、彼以上に魅力的な男性を見つけることは不可能でした。」とも付け加えている。シャルルは、ジョゼフィーヌの評判と権力、それに性的経験に引きつけられた。ジョゼフィーヌには多くの恋人たちがいて、恋の手管にも長けていることが知られていた。
1796年6月24日、ジョゼフィーヌは義兄ジョゼフ・ボナパルトとジュノー大佐とともにナポレオンと合流することにしたが、その一行には愛人のイッポリトも加わっていた。彼女は7月13日にミラノの城門でナポレオンと再会したが、イッポリトとの情事も継続しており、まもなくパリに帰ってしまった。この恋人たち2人は、その後ろめたい関係に加えて、いくらかの非合法なビジネスにも関与していたと考えられている。その後ろ暗い商取引の結果、大尉となっていたイッポリト・シャルルは財を蓄え、軍を去ることができた。
1798年3月17日、2人の関係を告げ口されたナポレオンは激怒したが、ジョゼフィーヌは彼の怒りを静め、噂が偽りであると信じこませることに成功した。また、1798年7月、ナポレオンがエジプトにいたときにも、妻の不義が報告された。ナポレオンは、兄ジョゼフに手紙を書いて離婚の準備を依頼したが、その手紙はイギリス海軍のネルソン提督によって横取りされてしまった。当時フランス艦隊は壊滅しており、いかなる通信も無事に到着することはなかったのである。ジョゼフィーヌは、ナポレオンがエジプトを脱出してフレジュスに上陸したことを知ると、自らの魅力のすべてを用いて彼の離婚の意志を翻すため、夫に会おうと急いだ。彼女はようやく、栄光の頂点に立ったナポレオンの妻であることのすばらしさと、それを享受するためにはイッポリト・シャルルと別れなければならないことを理解した。彼女はフランスのファーストレディとして、パリのリュクサンブール宮殿に住むことになった。

### その後
1804年11月、イッポリト･シャルルはカサン（Cassan）の地所を購入した。この購入資金は、ジョゼフィーヌと行ったいかがわしい商取引で得たものを元手にしたものと言われている。
半島戦争中の1808年、イッポリト･シャルルはかつて所属していた軽騎兵連隊の保護の下、スペインへ旅立った。その旅においてシャルルは、偶然のきっかけから、とあるスペインの役人とフランス兵士が略奪したかなりの財宝を得て、自分の資産を増やすこととなった。その財宝はもともとは南米のインカ帝国から略奪されてきたものであった。シャルルは、ブエノスアイレス出身のそのスペインの役人と親しくなり、その男の秘密結社にも加盟した。
その後、そうした栄光や愛をもたらした人々を失ったシャルルは、1828年にセーヌとオアーズ地区の元公証人であり法務責任者のジャック＝オノレ・レカッペにカサンの地所を売却し、生まれ故郷のドローム県に高価な城を購入して引退した。シャルルは1837年にその地で亡くなった。

## 創作作品への登場
オノレ・ド・バルザックは、小説『農民（Les Paysans）』に登場する将軍ド・モントコルネ伯爵の人物設定の基礎をイッポリト・シャルルに置いている。モントコルネは同じ作者の別の作品『田舎ミューズ（La Muse du département）』にも登場し、その中で半島戦争に従事している。